# CroCube
CroCube je misija izrade, testiranja i odašiljanja prvoga hrvatskog nanosatelita, iz kategorije malih satelita CubeSat. Dio je misije Bandwagon-2.
CroCube je odaslan 21. prosinca 2024. godine u 12:34 sati na raketi Falcon 9 američke tvrtke SpaceX. Na dan lansiranja oko 20 sati uspostavljena je puna funkcionalnost satelita. Prva poruka koju je odaslao zemlji sadržavala je stih A. B. Šimića: »Čovječe, pazi da ne ideš malen ispod zvijezda. Croatia is in space!« Poruka je odabrana putem društvenih mreža.

## Specifikacije
Satelit je kockasti (cube) model 1U (1U = 10 cm × 10 cm × 10 cm), ukupne mase oko 1,1 kg, opremljen dvama kamerama i radioamaterskim primopredajnikom.
Osmišljen je kako bi fotografirao površinu Zemlje s 510 km visine, a priliku za fotografiranje Hrvatske imat će oko 6 puta dnevno na otprilike 12 minuta.

## Financiranje
Projekt je financiran skupnim financiranjem (crowdfunding) na hrvatskoj platformi Croinvest. Pokrenula ga je Daniela Jović, bivša komercijalna direktorica slovačke tvrtke Spacemanic, u suradnji s Društvom za edukaciju van okvira.[nedostaje izvor]

## Komponente satelita
- računalo: Spacemanic Eddie
- napajanje: Spacemanic AMUN i Spacemanic RA fotonaponske ploče
- GNSS: Spacemanic Celeste[nedostaje izvor]
- Sustav komunikacija: Spacemanic Murgaš te SAM antena
- teret: 4D systems UCAM-III i PulsarLabs AstroTron 1000

## Članovi tima
Misija CroCube volonterska je inicijativa koju je organizirala i vodila Daniela Jović. Vedrana Radetić bila je suautorica brenda i voditeljica marketinga misije, Tanja Prlenda Skenderija osmislila je cjelokupni branding misije, dok je Višnja Željeznjak osmislila crowdfunding kampanju.
Rizničar i razvojni inženjer mrežne stranice bio je Luka Korov, a inženjeri u sklopu misije bili su: Marcel Frajt, Samuel Toman, Matija Makoter, Roman Marić, Josip Vinković, Darko Lukša, Vedran Slukić i Filip Kisić.
Ante Medić vodio je tehnološki eksperiment satelita Astrotron 1000, a radiokomunikacijama upravljaju Željko Ulip, dopredsjednik Hrvatskog Radioamaterskog Saveza, i Danko Kočiš, nacionalni koordinator World Space Week Asocijacije za Hrvatsku. Edi Budimilić zadužen je za razvoj mobilne aplikacije.
Eugen Dobrić zaslužan je za rendere satelita, a Karlo Klaić bio je community manager i Nacionalna kontakt osoba za Hrvatsku pri UN-ovom Savjetodavnom vijeću svemirske generacije. Laura Busak i Ivana Ljevak grafičke su dizajnerice za misiju.
Mrežnu stranicu misije izradili su te održavaju Mishell Novosel i Jakov Čudina. Pravnu podršku pružao je Davor Sevšek. Novinar Bernard Ivezić pomogao je u kontaktu s medijima i programima događanja, a Tomislav Keser bio je tehnički savjetnik.

## Vanjske poveznice
- Službena web-stranica